# Fadrique Álvarez de Toledo Osorio
Fadrique Álvarez de Toledo Osorio Marchese di Villanueva de Valdueza (Napoli, 30 maggio 1580 – Madrid, 11 dicembre 1634) è stato un militare e politico spagnolo, capitano generale della flotta dell'Oceano (Armada del Mar Océano) e della marina da guerra del Regno del Portogallo e Cavaliere dell'Ordine di Santiago.

## Biografia
Figlio di Pedro Álvarez de Toledo y Colonna, V Marchese di Villafranca del Bierzo, Fadrique Álvarez de Toledo Osorio prestò servizio nella flotta spagnola sotto il comando di suo padre e scalò rapidamente i ranghi, come il fratello maggiore García de Toledo Osorio, sesto marchese di Villafranca. Nel 1617 divenne Capitán General de la Armada del Mar Océano.
Conseguì diverse vittorie contro gli olandesi, nel 1621 vicino a Gibilterra e nel 1623 nel Canale della Manica, bloccando la costa olandese. Nello stesso anno sconfisse un'incursione moresca nei pressi di Gibilterra.
Nel 1625, durante l'Unione Iberica, fu nominato Capitano Generale dell'Armada do Brasil e comandò la potente armata Luso-Spagnola, inviata dalla Corte di Spagna a riconquistare Salvador de Bahia, catturata dagli olandesi nel corso della Guerra olandese-portoghese. La spedizione di 52 navi, che trasportava 12.566 uomini, era la più grande flotta mai inviata nei mari del Sud. La spedizione, nota come Jornada dos Vassalos, bloccò il porto di Salvador, ottenendo la resa olandese e espellendo gli invasori il 1º maggio di quell'anno.
La vittoria si rivelò decisiva nella guerra tra Olanda e Portogallo estromettendo gli olandesi dal Brasile per i successivi due decenni.
Nel 1629 comandò una spedizione spagnola che espulse i coloni inglesi e francesi dalle isole di Saint Kitts e Nevis.
Per le sue vittorie fu insignito del titolo di Marques de Villanueva y Valdueza il 17 gennaio 1634.

## Ascendenza
|                                                                           |                                                            |                                                                | Genitori                                                   |  |  | Nonni |  |  | Bisnonni                                                      |  |  | Trisnonni                                             |  |
|                                                                           |                                                            |                                                                |                                                            |  |  |       |  |  | Pedro Álvarez de Toledo y Zúñiga, III marchese di Villafranca |  |  | Fadrique Álvarez de Toledo y Enríquez, II duca d'Alba |  |
|                                                                           |                                                            |                                                                |                                                            |  |  |       |  |  | Pedro Álvarez de Toledo y Zúñiga, III marchese di Villafranca |  |  | Fadrique Álvarez de Toledo y Enríquez, II duca d'Alba |  |
|                                                                           |                                                            | Isabel de Zúñiga y Pimentel                                    |                                                            |  |  |       |  |  | Pedro Álvarez de Toledo y Zúñiga, III marchese di Villafranca |  |  |                                                       |  |
| García Álvarez de Toledo y Osorio, IV marchese di Villafranca             |                                                            |                                                                |                                                            |  |  |       |  |  | Pedro Álvarez de Toledo y Zúñiga, III marchese di Villafranca |  |  |                                                       |  |
|                                                                           |                                                            | María Osorio y Pimentel, II marchesa di Villafranca del Bierzo | Luis Pimentel y Pacheco, II duca di Benavente              |  |  |       |  |  |                                                               |  |  |                                                       |  |
|                                                                           |                                                            | María Osorio y Pimentel, II marchesa di Villafranca del Bierzo | Luis Pimentel y Pacheco, II duca di Benavente              |  |  |       |  |  |                                                               |  |  |                                                       |  |
|                                                                           |                                                            | María Osorio y Pimentel, II marchesa di Villafranca del Bierzo | Juana Osorio y Bazán, I marchesa di Villafranca del Bierzo |  |  |       |  |  |                                                               |  |  |                                                       |  |
| Pedro Álvarez de Toledo y Colonna, V marchese di Villafranca              |                                                            | María Osorio y Pimentel, II marchesa di Villafranca del Bierzo |                                                            |  |  |       |  |  |                                                               |  |  |                                                       |  |
|                                                                           |                                                            | Ascanio I Colonna, II duca di Paliano                          | Fabrizio I Colonna, I duca di Paliano                      |  |  |       |  |  |                                                               |  |  |                                                       |  |
|                                                                           |                                                            | Ascanio I Colonna, II duca di Paliano                          | Fabrizio I Colonna, I duca di Paliano                      |  |  |       |  |  |                                                               |  |  |                                                       |  |
|                                                                           |                                                            | Ascanio I Colonna, II duca di Paliano                          | Agnese di Montefeltro                                      |  |  |       |  |  |                                                               |  |  |                                                       |  |
| Vittoria Colonna di Paliano                                               |                                                            | Ascanio I Colonna, II duca di Paliano                          |                                                            |  |  |       |  |  |                                                               |  |  |                                                       |  |
|                                                                           |                                                            | Giovanna d'Aragona                                             | Ferdinando d'Aragona, duca di Montalto                     |  |  |       |  |  |                                                               |  |  |                                                       |  |
|                                                                           |                                                            | Giovanna d'Aragona                                             | Ferdinando d'Aragona, duca di Montalto                     |  |  |       |  |  |                                                               |  |  |                                                       |  |
|                                                                           |                                                            | Giovanna d'Aragona                                             | Castellana Folch de Cardona                                |  |  |       |  |  |                                                               |  |  |                                                       |  |
| Fadrique Álvarez de Toledo y Osorio, I marchese di Villanueva de Valdueza |                                                            | Giovanna d'Aragona                                             |                                                            |  |  |       |  |  |                                                               |  |  |                                                       |  |
|                                                                           | Luis Hurtado de Mendoza y Pacheco, II marchese di Mondéjar | Íñigo López de Mendoza y Quiñones, I marchese di Mondéjar      |                                                            |  |  |       |  |  |                                                               |  |  |                                                       |  |
|                                                                           | Luis Hurtado de Mendoza y Pacheco, II marchese di Mondéjar | Íñigo López de Mendoza y Quiñones, I marchese di Mondéjar      |                                                            |  |  |       |  |  |                                                               |  |  |                                                       |  |
|                                                                           | Luis Hurtado de Mendoza y Pacheco, II marchese di Mondéjar | Francisca Pacheco                                              |                                                            |  |  |       |  |  |                                                               |  |  |                                                       |  |
| Íñigo López de Hurtado de Mendoza, III marchese di Mondéjar               | Luis Hurtado de Mendoza y Pacheco, II marchese di Mondéjar |                                                                |                                                            |  |  |       |  |  |                                                               |  |  |                                                       |  |
|                                                                           |                                                            | Catalina de Mendoza y Zúñiga                                   | Pedro González de Mendoza, I conte di Monteagudo           |  |  |       |  |  |                                                               |  |  |                                                       |  |
|                                                                           |                                                            | Catalina de Mendoza y Zúñiga                                   | Pedro González de Mendoza, I conte di Monteagudo           |  |  |       |  |  |                                                               |  |  |                                                       |  |
|                                                                           |                                                            | Catalina de Mendoza y Zúñiga                                   | Isabel de Zúñiga                                           |  |  |       |  |  |                                                               |  |  |                                                       |  |
| Elvira de Mendoza                                                         |                                                            | Catalina de Mendoza y Zúñiga                                   |                                                            |  |  |       |  |  |                                                               |  |  |                                                       |  |
|                                                                           |                                                            | Íñigo López de Mendoza, IV duca dell'Infantado                 | Diego Hurtado de Mendoza, III duca dell'Infantado          |  |  |       |  |  |                                                               |  |  |                                                       |  |
|                                                                           |                                                            | Íñigo López de Mendoza, IV duca dell'Infantado                 | Diego Hurtado de Mendoza, III duca dell'Infantado          |  |  |       |  |  |                                                               |  |  |                                                       |  |
|                                                                           |                                                            | Íñigo López de Mendoza, IV duca dell'Infantado                 | María Pimentel                                             |  |  |       |  |  |                                                               |  |  |                                                       |  |
| María de Mendoza                                                          |                                                            | Íñigo López de Mendoza, IV duca dell'Infantado                 |                                                            |  |  |       |  |  |                                                               |  |  |                                                       |  |
|                                                                           |                                                            | Isabel de Aragón                                               | Enrique de Aragón y Pimentel, I duca di Segorbe            |  |  |       |  |  |                                                               |  |  |                                                       |  |
|                                                                           |                                                            | Isabel de Aragón                                               | Enrique de Aragón y Pimentel, I duca di Segorbe            |  |  |       |  |  |                                                               |  |  |                                                       |  |
|                                                                           |                                                            | Isabel de Aragón                                               | Guiomar de Portugal                                        |  |  |       |  |  |                                                               |  |  |                                                       |  |
|                                                                           |                                                            | Isabel de Aragón                                               |                                                            |  |  |       |  |  |                                                               |  |  |                                                       |  |